# اسماعیل عبادی
اسماعیل عبادی (زاده ۲۰ مرداد ۱۳۵۵ در آبیک) کماندار ایرانی و عضو تیم ملی تیراندازی با کمان ایران است. از افتخارات او، قهرمانی در مسابقات جهانی ۲۰۱۵ در کامپوند تیمی مردان است. وی دارای مدرک دکتری مدیریت است و پس از خداحافظی از تیم ملی تیر و کمان وارد دنیای سیاست شد و هم‌اکنون به عنوان رئیس شورای شهرستان آبیک از طرف مردم انتخاب شده‌است.

## حضور در بازی‌های آسیایی
اسماعیل عبادی توانست در هشتمین روز بازی‌های آسیایی ۲۰۱۴، اینچئون، کره جنوبی در بخش تیمی ماده کامپوند، به همراه مجید قیدی و امیر کاظم‌پور با شکست دادن تیم ملی تیراندازی با کمان فیلیپین به نشان برنز مسابقات دست یابد. همچنین وی موفق شد با برتری بر حریف هندی خود در فینال کامپوند مردان مدال طلا را بر گردن بیاویزد.

## مسابقات جهانی
عبادی یکی از اعضای تیم تیراندازی کامپوند مردان ایران بود که برای نخستین بار در سال ۲۰۱۵ در مسابقات جهانی تیراندازی با کمان در کپنهاگ به مقام قهرمانی رسید.